# Borzysława
Borzysława – żeński odpowiednik imienia Borzysław, nienotowany w czasach staropolskich.
Borzysława imieniny obchodzi 2 sierpnia.